# Powiat Erding
Powiat Erding (niem. Landkreis Erding) – powiat w Niemczech, w kraju związkowym Bawaria, w rejencji Górna Bawaria, w regionie Monachium.
Siedzibą powiatu Erding jest miasto Erding.

## Podział administracyjny
W skład powiatu Erding wchodzą:
- dwie gminy miejskie (Stadt)
- dwie gminy targowe (Markt)
- 22 gminy wiejskie (Gemeinde)
- sześć wspólnot administracyjnych (Verwaltungsgemeinschaft)

Miasta:
| Lp. | Nazwa miasta | Ludność (31.12.2011) | Powierzchnia km² |
| --- | ------------ | -------------------- | ---------------- |
| 1   | Dorfen       | 13.851               | 99,60            |
| 2   | Erding       | 34.795               | 54,64            |

Gminy targowe:
| Lp. | Nazwa gminy targowej | Ludność (31.12.2011) | Powierzchnia km² |
| --- | -------------------- | -------------------- | ---------------- |
| 1   | Isen                 | 5.311                | 43,78            |
| 2   | Wartenberg           | 4.879                | 17,88            |

Gminy wiejskie:
| Lp. | Nazwa gminy        | Ludność (31.12.2011) | Powierzchnia km² |
| --- | ------------------ | -------------------- | ---------------- |
| 1   | Berglern           | 2.579                | 19,89            |
| 2   | Bockhorn           | 3.579                | 47,15            |
| 3   | Buch am Buchrain   | 1.433                | 22,75            |
| 4   | Eitting            | 2.468                | 35,63            |
| 5   | Finsing            | 4.348                | 23,17            |
| 6   | Forstern           | 3.272                | 15,38            |
| 7   | Fraunberg          | 3.392                | 42,37            |
| 8   | Hohenpolding       | 1.471                | 27,42            |
| 9   | Inning am Holz     | 1.443                | 11,83            |
| 10  | Kirchberg          | 922                  | 17,09            |
| 11  | Langenpreising     | 2.671                | 27,49            |
| 12  | Lengdorf           | 2.747                | 33,90            |
| 13  | Moosinning         | 5.595                | 39,93            |
| 14  | Neuching           | 2.485                | 19,66            |
| 15  | Oberding           | 5.566                | 66,90            |
| 16  | Ottenhofen         | 1.834                | 10,27            |
| 17  | Pastetten          | 2.505                | 22,05            |
| 18  | Sankt Wolfgang     | 4.279                | 46,32            |
| 19  | Steinkirchen       | 1.139                | 18,08            |
| 20  | Taufkirchen (Vils) | 9.149                | 70,18            |
| 21  | Walpertskirchen    | 2.060                | 18,45            |
| 22  | Wörth              | 4.439                | 21,05            |

Wspólnoty administracyjne:
| Lp. | Nazwa wspólnoty administracyjnej | Ludność (31.12.2011) | Powierzchnia km² | Liczba gmin |
| --- | -------------------------------- | -------------------- | ---------------- | ----------- |
| 1   | Hörlkofen                        | 6.499                | 39,50            | 2           |
| 2   | Oberding                         | 8.034                | 132,00           | 2           |
| 3   | Oberneuching                     | 4.319                | 29,94            | 2           |
| 4   | Pastetten                        | 3.938                | 44,83            | 2           |
| 5   | Steinkirchen                     | 4.975                | 74,42            | 4           |
| 6   | Wartenberg                       | 10.129               | 65,27            | 3           |

## Demografia
Dane o ludności z 31 grudnia 2008:
| Opis                                | Ogółem  | Ogółem | Kobiety | Kobiety | Mężczyźni | Mężczyźni |
| ----------------------------------- | ------- | ------ | ------- | ------- | --------- | --------- |
| Jednostka                           | osób    | %      | osób    | %       | osób      | %         |
| Populacja                           | 125 544 | 100    | 62 691  | 49,94   | 62 853    | 50,06     |
| Wiek przedprodukcyjny (0–17 lat)    | 25 728  | 20,49  | 12 504  | 9,96    | 13 224    | 10,53     |
| Wiek produkcyjny (18–65 lat)        | 80 432  | 64,07  | 39 489  | 31,45   | 40 943    | 32,61     |
| Wiek poprodukcyjny (powyżej 65 lat) | 19 384  | 15,44  | 10 698  | 8,52    | 8686      | 6,92      |

## Polityka

### Landrat
- 1938–1939: Josef Palmano
- 1939–1945: Konrad Häfner
- 1945: Max Lehmer
- 1946: Alfred Riedl
- 1946–1948: Max Lehmer
- 1948–1964: Herbert Weinberger
- 1964–1978: Simon Weinhuber
- 1978–1986: Hans Zehetmair
- 1986–2002: Xaver Bauer
- od 2002: Martin Bayerstorfer

### Kreistag
|                          |                          | 2002   | 2002    | 2002   | 2008   | 2008   | 2008   |
| miejsca                  | %                        | głosy  | miejsca | %      | głosy  |        |        |
| ------------------------ | ------------------------ | ------ | ------- | ------ | ------ | ------ | ------ |
|                          | CSU                      | 32     | 51,8%   | 28 892 | 29     | 47,1%  | 27 323 |
|                          | SPD                      | 10     | 15,4%   | 8 576  | 9      | 13,5%  | 7 849  |
|                          | Zieloni                  | 2      | 5,8%    | 3 245  | 5      | 8,9%   | 5 168  |
|                          | FW                       | 9      | 15,3%   | 8 530  | 9      | 16,1%  | 9 312  |
|                          | ödp                      | 3      | 4,8%    | 2 654  | 3      | 5,1%   | 2 930  |
|                          | REP                      | 2      | 4,6%    | 2 554  | 3      | 5,2%   | 3 032  |
|                          | FDP                      | 1      | 2,3%    | 1 293  | 2      | 4,1%   | 2 358  |
|                          |                          | 60     | 100%    | 57 581 | 60     | 100%   | 60 035 |
| uprawnieni do głosowania | uprawnieni do głosowania | 87 293 | 87 293  | 87 293 | 94 310 | 94 310 | 94 310 |
| głosy ważne              | głosy ważne              | 57 581 | 57 581  | 57 581 | 60 035 | 60 035 | 60 035 |
| głosy nieważne           | głosy nieważne           | 1 837  | 1 837   | 1 837  | 2 063  | 2 063  | 2 063  |
| frekwencja               | frekwencja               | 66,0%  | 66,0%   | 66,0%  | 63,7%  | 63,7%  | 63,7%  |